# Depot von Kütten
Das Depot von Kütten (auch Hortfund von Kütten) ist ein Depotfund der frühbronzezeitlichen Aunjetitzer Kultur (2300–1550 v. Chr.) aus Kütten, einem Ortsteil der Gemeinde Petersberg im Saalekreis (Sachsen-Anhalt). Das Depot befindet sich heute in der Prähistorischen Sammlung im Schloss Köthen.

## Fundgeschichte
Das Depot wurde um 1920 auf einem Lesesteinhaufen am Rand eines Wegs gefunden. Wahrscheinlich war das Depot zerpflügt worden.

## Zusammensetzung
Das Depot besteht aus zwei Bronzegegenständen: ein Tüllenbeil und eine Stabdolchklinge. Das Beil hat einen spitzovalen Querschnitt und einen Niet. Die Tülle ist gerippt. Die Stabdolchklinge besitzt eine breite Mittelrippe.